# بيت الخضر حسين اليوسفي (مكيراس)

تعديل مصدري - تعديل

بيت الخضر حسين اليوسفي هي إحدى قرى عزلة مكيراس بمديرية مكيراس التابعة لمحافظة البيضاء، بلغ تعداد سكانها 84 نسمة حسب تعداد اليمن لعام 2004.